# Johannes Pfeil
Johannes Pfeil (* in Dresden; † 1544) war ein deutscher Akademiker und Mediziner, der sowohl an der Universität Leipzig als auch an der Universität Frankfurt an der Oder als Rektor wirkte.

## Leben
Johannes Pfeil wurde im Wintersemester 1512 an der Universität Leipzig immatrikuliert, nachdem er 6 Groschen Gebühren entrichtet hatte. Am 24. Februar 1514 wurde er zur Prüfung für das Bakkalaureat zugelassen. Im Sommer 1518 wechselte als Bakkalar an die Universität Frankfurt/Oder, wo er im folgenden Semester den Magistertitel erreichte. Im April 1525 wurde er zum Rektor für das Sommersemester am Großen Kolleg gewählt und später, im Wintersemester 1529, kehrte er nach Leipzig zurück, wo er erneut zum Rektor ernannt wurde.
1531 disputierte er unter Heinrich Stromer (1476–1542). Am 18. April 1532 erlangte er den Grad eines medizinischen Bakkalars und am 15. Oktober desselben Jahres den eines Lizentiaten. Sein Doktorat erhielt er am 17. August 1535 unter der Betreuung von Heinrich Stromer und Caspar Kegeler.
Am Tag nach seiner Promotion heiratete Pfeil. Trotz der Zulassung zur Ehe für Mediziner als Kollegiaten gab er seine Stelle spätestens Ende 1538 auf.
Unter seinem latinisierten Namen Philo Dresdensis entwickelte er die Theorie, dass die Bewohner der Markgrafschaft Meißen Nachfahren der Myser des Homer seien, eine Idee, die später in eine von Kurfürst Moritz von Sachsen  (1521–1553) in Auftrag gegebene Karte aufgenommen wurde. Pfeil war aktiv an der Universitätsreform von 1541 beteiligt und entwickelte zusammen mit dem Rektor Caspar Borner (1492–1547), Bernhard Ziegler (1496–1552) und Joachim Camerarius dem Älteren (1500–1574) Vorschläge für Herzog Heinrich den Frommen (1473–1541), die unterstützt wurden von Ludwig Fachs (1497–1554).
1542 wurde Pfeil zum Hof- und Leibarzt des Kurfürsten Moritz von Sachsen (1521–1553) ernannt, verstarb jedoch bereits 1544.

## Werke
- Johannes Pfeil: Decreta Aliqvot Medica. Nickel Schmidt, 1531 urn:nbn:de:bsz:14-db-id5016351307.